# Rufusia
Rufusia, monotipski rod crvenih algi smješten u vlastitu porodicu i red. Dio je podrazreda Stylonematophyceae. Terestrijalna vrsta iz Paname i Kostarike.